# Marta Bastianelli
Marta Bastianelli (Velletri, 30 april 1987) is een Italiaans voormalig wielrenster. In 2007 werd ze op 20-jarige leeftijd wereldkampioene en in 2018 werd ze Europees kampioene. Haar specialiteit was de sprint.

## Carrière
In 2007 pakte Bastianelli de wereldtitel in de wegwedstrijd in het Duitse Stuttgart door in de laatste ronde uit de kopgroep te ontsnappen. Ze werd niet meer ingehaald door het jagende peloton. Elf jaar later won ze de wegwedstrijd tijdens de Europese kampioenschappen 2018 in Glasgow. In 2019 won ze het Italiaans kampioenschap op de weg.
Bastianelli won meerdere klassiekers, zoals Gent-Wevelgem 2018, Le Samyn 2023 twee keer de GP della Liberazione en driemaal de Omloop van het Hageland. In 2019 won ze de Ronde van Vlaanderen, de Ronde van Drenthe, Open de Suède Vårgårda en de Grote Prijs Bruno Beghelli. Ze behaalde ritzeges in diverse rittenkoersen, zoals de Giro Donne, de Tour de l'Ardèche, The Women's Tour, de Ronde van Thüringen en de Ronde van Zwitserland. Ze won ook in enkele koersen het eindklassement, zoals de Ronde van Bretagne, Festival Elsy Jacobs en Gracia Orlová.

### Dopingschorsing
Begin juli 2008 liep Bastianelli tegen de lamp. Haar drang om te vermageren deed haar de das om. Ze testte positief tijdens het EK voor beloften in Verbania. Ze testte positief op fenfluramine, een dieetmiddel, dat ook kan dienen als doping. Ze werd door de Italiaanse bond voor één jaar geschorst en nadat ze zelf de straf aanvocht, werd de straf door het Hof van Arbitrage voor Sport (C.A.S.) verlengd tot twee jaar.

### Ploegen
Bastianelli maakte deel uit van de Gruppo Sportivo Fiamme Azzurre, de sportselectie van de Italiaanse politie. Ze reed in het verleden voor wielerploegen als Safi-Pasta Zara-Manhattan, Estado de México-Faren, Aromitalia Vaiano, in 2019 voor het Deense Team Virtu en diverse periodes voor UAE Team ADQ en diens voorgangers MCipollini Giordana, Alé Cipollini en Alé BTC Ljubljana. In juli 2023 beëindigde ze haar carrière na de Giro Donne.

### Privé
In 2014 werd Bastianelli moeder van een dochter. Na haar carrière, in 2024 beviel ze van haar tweede dochter.

## Palmares

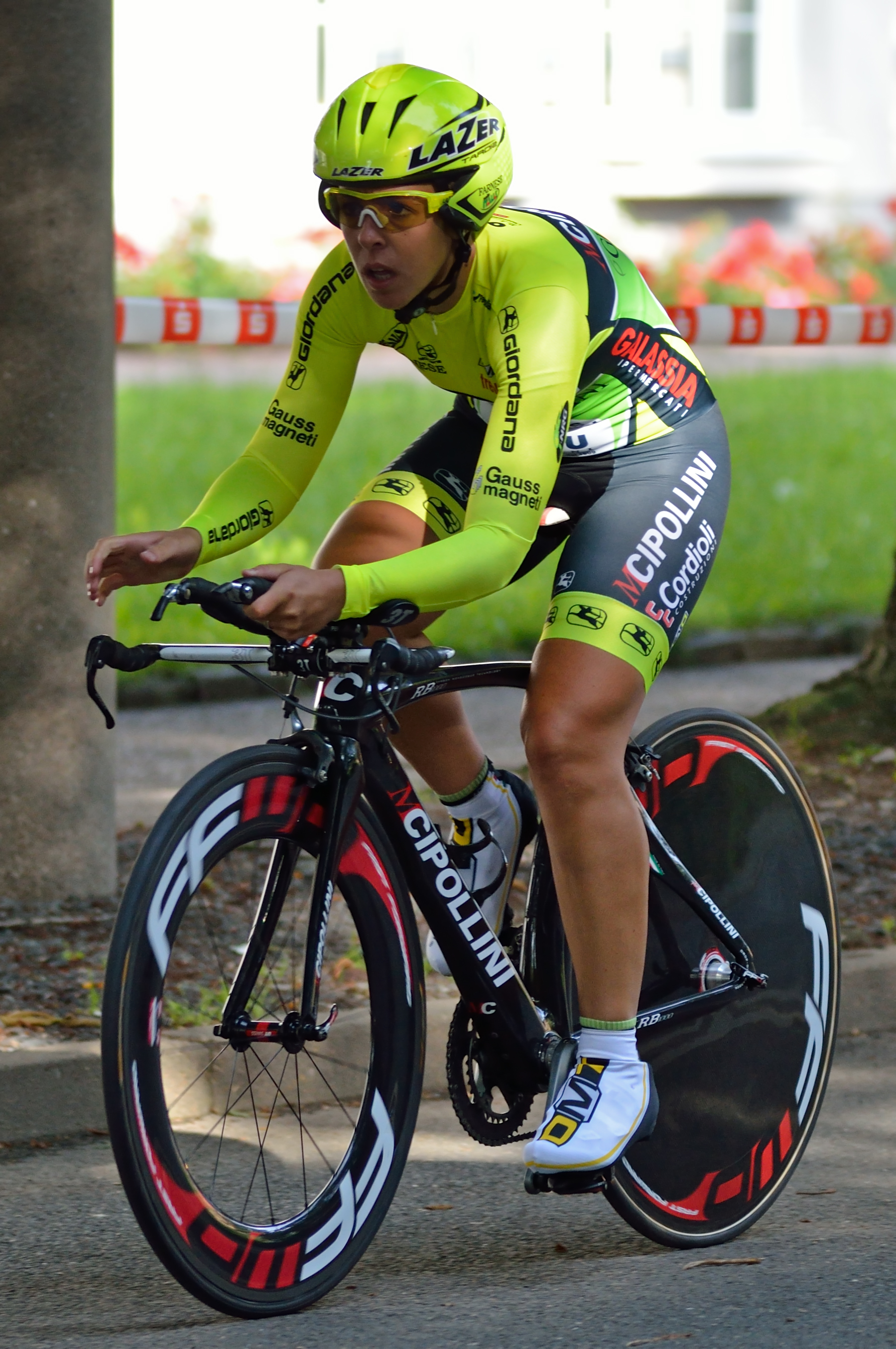
In Thüringen Rundfahrt 2012.

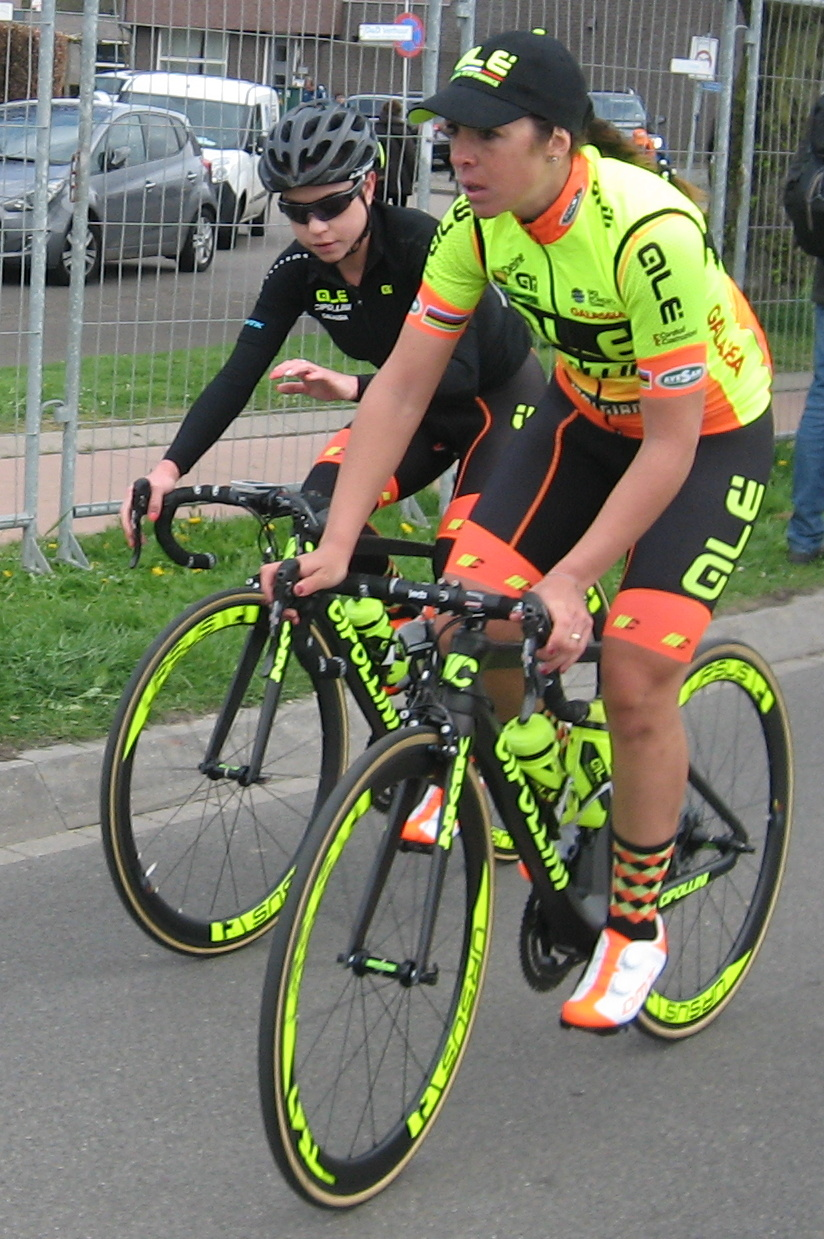
In Amstel Gold Race 2017.

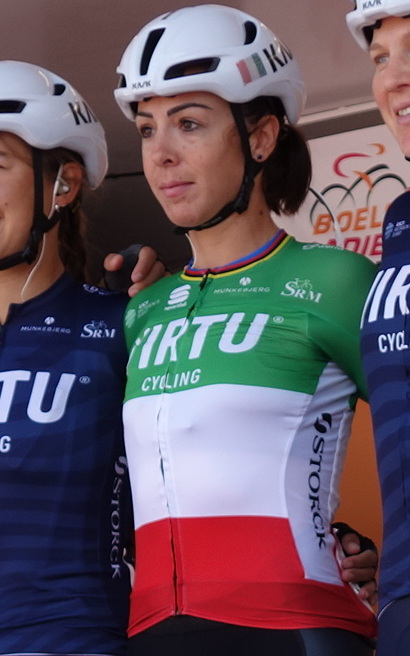
In de Italiaanse kampioenstrui in de Boels Ladies Tour 2019.

### Overwinningen
2007
 Wereldkampioene op de weg, Elite, Stuttgart
2013
2e etappe Tour Languedoc Roussillon
Puntenklassement Tour Languedoc Roussillon
2015
1e etappe Giro della Toscana
2016
Omloop van het Hageland
GP della Liberazione PINK
2e en 4e etappe Trophée d'Or
Puntenklassement Trophée d'Or
2017
GP della Liberazione PINK
1e etappe Emakumeen Bira
9e etappe Giro Rosa
GP Beghelli
2018
 Europees kampioene op de weg, Elite, Glasgow
2e etappe Setmana Ciclista Valenciana
Trofeo Oro in Euro
Gent-Wevelgem
Grand Prix de Dottignies
Brabantse Pijl
Trofee Maarten Wynants
3e etappe BeNe Ladies Tour
2019
 Italiaans kampioene op de weg
Omloop van het Hageland
Ronde van Drenthe
Ronde van Vlaanderen
1e en 3e etappe Gracia Orlová
Eind, punten en bergklassement Gracia Orlová
2e etappe Ronde van Thüringen
Open de Suède Vårgårda
5e etappe Tour de l'Ardèche
Grote Prijs Bruno Beghelli
2020
Ronde van Valencia
2021
2e etappe Ronde van Zwitserland
5e etappe Tour de l'Ardèche
1e etappe The Women's Tour
La Périgord Ladies
2022
Vuelta CV Feminas
4e etappe Setmana Ciclista Valenciana
Omloop van het Hageland
1e etappe Festival Elsy Jacobs
Eind- en puntenklassement Festival Elsy Jacobs
1e etappe Ronde van Bretagne
Puntenklassement Ronde van Bretagne
2023
Le Samyn
1e etappe Festival Elsy Jacobs

### Resultaten in voornaamste wedstrijden
| Jaar | Gent-Wevelgem | Ronde van Vlaanderen | Parijs-Roubaix | Amstel Gold Race | Ronde van Drenthe | Omloop van het Hageland | Omloop Het Nieuwsblad |  | WK op de weg |
| ---- | ------------- | -------------------- | -------------- | ---------------- | ----------------- | ----------------------- | --------------------- |  | ------------ |
| 2007 |               |                      |                |                  | opgave            |                         |                       |  | ↑            |
| 2008 |               | 8e                   |                |                  |                   |                         |                       |  |              |
| 2010 |               |                      |                |                  |                   |                         |                       |  |              |
| 2011 |               | 76e                  |                |                  | 33e               |                         |                       |  |              |
| 2012 |               |                      |                |                  | 71e               |                         |                       |  |              |
| 2013 |               | 76e                  |                |                  | 21e               | 28e                     | 11e                   |  |              |
| 2015 |               | 70e                  |                |                  |                   |                         |                       |  | 76e          |
| 2016 | 64e           | 74e                  |                |                  | 5e                | ↑                       | 30e                   |  | 5e           |
| 2017 | 4e            | 37e                  |                | 56e              |                   | 12e                     | 51e                   |  |              |
| 2018 | ↑             | 13e                  |                |                  | 4e                |                         |                       |  |              |
| 2019 | 4e            | ↑                    |                | 8e               | ↑                 | ↑                       | ↑                     |  | 7e           |
| 2020 |               |                      |                |                  |                   | ↑                       | ↑                     |  |              |
| 2021 | 5e            | 44e                  | 5e             | 35e              |                   |                         | 6e                    |  | 22e          |
| 2022 | 6e            | 10e                  | 15e            |                  | 5e                | ↑                       | 9e                    |  | 71e          |
| 2023 | 6e            | 43e                  | 24e            |                  | 45e               | ↑                       | ↑                     |  |              |

## Ploegen
- 2006 —  Safi - Pasta Zara - Manhattan
- 2007 —  Safi - Pasta Zara - Manhattan
- 2008 —  Safi - Pasta Zara - Manhattan (tot 1 augustus)
- 2008 —  Team Cmax Dila (vanaf 1 augustus)
- 2011 —  SC MCipollini Giordana
- 2012 —  Mcipollini Giambenini
- 2013 —  Faren-Let's go Finland
- 2014 —  Estado de México-Faren
- 2015 —  Aromitalia Vaiano
- 2016 —  Alé Cipollini
- 2017 —  Alé Cipollini
- 2018 —  Alé Cipollini
- 2019 —  Team Virtu
- 2020 —  Alé BTC Ljubljana
- 2021 —  Alé BTC Ljubljana
- 2022 —  UAE Team ADQ
- 2023 —  UAE Team ADQ (tot 10 juli)

Baccaille · Bastianelli · Blindyuk · Callovi · Cooke · Galassi · Gobbo · Guderzo · Hohl · Luperini · Tagliaferro
Baccaille · Bastianelli · Borchi · Carretta · Cecchini · Guderzo · Jasińska · Pironato · Tagliaferro · Tomasini · Valentini · Zorzi
Bastianelli · Biola · Guluma · Laizāne · Leleivytė · Linnell · Martini · Parra · Romei · Sosna · Szybiak
Alzini · Bastianelli · Cauz · Cucinotta · Fahlin · Jasińska · Muccioli · Rossato · Santesteban · Skerritt · Tagliaferro · Trevisi
Alzini · Bastianelli · Ensing · Hosking · Kasper · Paladin · Santesteban · Stefani · Taylor · Trevisi · Tušlaitė · Vekemans
Bastianelli · Ensing · Frometa Leonard · Hagiwara · Hosking · Kasper · Knetemann · Paladin · Santesteban · Stefani · Swinkels · Trevisi · Tušlaitė · Vekemans
Aalerud · Bastianelli · Bertizzolo · Guarischi · Koster · Kröger · Krogsgaard · Moberg · Neylan · Pawłowska · Penton · Schmidt · Siggaard
Bastianelli · Boogaard · Bravec · Bujak · Chursina · García · Guderzo · Maneephan · Pintar · Trevisi · Yonamine · Žigart
Bastianelli · Boogaard · Bujak · Chursina · García · Guderzo · Patuelli · Pintar · Reusser · Tomasi · Trevisi · Wright
al Sayegh · Bastianelli · Bertizzolo · Boogaard · Bujak · García · Ivanchenko · Magnaldi · Novolodskaja · Patuelli · Pintar · Tomasi · Trevisi · Wright · Zanetti
al Sayegh · Amialiusik · Baril · Bastianelli (tot 10/7) · Bertizzolo · Bujak · Consonni · Gasparrini · Harvey · Holden · Ivanchenko · Kumięga · Magnaldi · Persico · Tomasi · Trevisi